# Best Explorer
Best Explorer è una barca a vela italiana protagonista di navigazioni eccezionali intorno al mondo e in particolare nel Mar Glaciale Artico.
È nata con l'idea che venisse utilizzata per il giro del mondo, ma per i suoi primi venti e più anni rimase in Mediterraneo. Poi, cambiata proprietà, prese il mare per la sua destinazione prevista, questa volta attraverso rotte assolutamente inusuali, inanellando record. Compiuto il giro del mondo non si è fermata e continua ancora oggi a segnare delle prime assolute.

## Il progetto

### Scafo
La barca è stata disegnata dallo studio Giorgetti e Magrini sulla base del progetto della serie Best 51’ e venne realizzata nel cantiere CND di Milano, non più esistente.
È una barca a vela armata a cutter con armo Marconi e con scafo e coperta in acciaio. L’albero è in alluminio alto 20 m. sul pelo dell’acqua. La barca è lunga 15,17 m. che, con la plancetta di poppa diventano 16,50 m. Il dislocamento è di circa 28 t. a pieno carico e la stazza è di 24,67 t. La larghezza è di 4,57 m. Il pescaggio varia da 1,40 m. a 3,00 m. per via della chiglia mobile, una caratteristica particolarmente rilevante.
All’interno ci sono cinque cabine, una quadrupla a prua, due doppie al centro e due matrimoniali a poppa per un massimo di 12 persone. I servizi consistono in tre toilette con doccia e acqua calda e fredda e WC elettrici e un angolo cucina con una cucina a quattro fuochi e forno a propano di tipo casalingo con alimentazione elettrica a 12V. Due lavelli con acqua dolce e di mare e due frigoriferi/congelatori.
A bordo trovano spazio due zattere di salvataggio per tutte le persone a bordo, i ricambi per la maggior parte delle attrezzature e attrezzi da lavoro per soddisfare quasi un’intera officina, oltre a tutto il materiale nautico e logistico necessario ad affrontare lunghe navigazioni in autonomia.

### Propulsione
Presenta un'armatura velica massima di 181 m². Quella di lavoro è formata da una randa di 35 m², da 10.5 once, uno yankee di 64 m² da 5 once e una trinchetta di 22 m². da 6 once. In aggiunta alle vele, un motore diesel aspirato Solé SM-105 di 95 CV. e 6 cilindri che permette una velocità di crociera di circa 7 nodi e un fuoribordo da 15 CV per i tender.

## Storia
Il nome della Best Explorer rimanda alla serie di progetto. Il nome originale era Bestiaccia, sempre con la stessa derivazione. Varata nel 1984, fu destinata fino al 2006 a navigazioni di whale watching in Mediterraneo.

### 2007 - Dal Mediterraneo alla Norvegia
Nel 2007 venne sottoposta a una revisione e rinnovamento radicale, con sostituzione delle piastre della prua con acciaio inox, rinnovamento degli interni, installazione di una stufa a gasolio e la sostituzione di tutta la strumentazione. Vennero rinnovati gli apparati di comunicazione e venne installato un roll-bar a poppa.
Il 1º luglio 2007 sotto il comando del capobarca Nanni (Giovanni) Acquarone, che rimase sempre al comando anche in tutte le successive navigazioni, la barca salpò da Imperia con destinazione Tromsø, in Norvegia.
La rotta la portò a toccare in quattro tappe Sóller alle Baleari, Cartagena in Spagna, Gibilterra, Arklow e Dún Laoghaire in Irlanda, Craobh Haven in Scozia, Stornoway nelle Ebridi, Tórshavn  nelle isole Faer Oer, Reykjavik, Olafsvik e Ísafjörður in Islanda, la remota isola di Jan Mayen e Harstad in Norvegia con un percorso di più di 5.000 miglia nautiche.

### 2008-2011 - Le Isole Svalbard
Negli anni successivi Best Explorer navigò lungo la costa norvegese a nord del Circolo Artico, ma soprattutto alle Isole Svalbard, dove l’equipaggio si familiarizzò con l’estremo nord toccando la latitudine di 80° 47’ nord e con il ghiaccio sia di origine terrestre (ghiacciai) che marina (banchisa).
Dopo gli anni passati alle isole Svalbard nel 2010 venne deciso di cambiare zona di navigazione e di visitare la Baja California, la Columbia Britannica e l'Alaska.
La rotta per raggiungere quest'ultima meta attraverso il Canale di Panama risulta essere di circa 13.000 miglia nautiche contro le 8.000 della rotta attraverso l'Artico, pur molto più impegnativa. Una ricerca accurata rese evidente che quella rotta non era stata ancora percorsa da nessuna barca italiana.
Presa la decisione di percorrerla, venne costituita un’Associazione creata per l’occasione di nome Arctic Sail Expeditions – Italia e venne iniziata la lunga preparzione necessaria, che fu completata nella primavera del 2012.

### 2012 - Il Passaggio a Nord Ovest
Dopo la sostituzione del motore originale ormai diventato meno affidabile e il rinnovo della certificazione di classe A100, la barca intraprese l’impegnativa navigazione del Passaggio a Nord Ovest, con un percorso di 8.181 miglia nautiche in 140 giorni.
Partita da Tromsø il 1º giugno 2012 raggiunse in 8 tappe il porto peschereccio di King Cove, in Alaska, il 13 Ottobre 2012 con un equipaggio totale di 21 persone diverse per ogni tappa.
A terra in Italia e in Norvegia diversi membri dell'Associazione si davano il cambio per supportare da terra le necessità della navigazione. Da allora e in tutte le navigazioni successive almeno un memebro dell'Associazione è a disposizione come "squadra di terra" (gruppo di supporto a terra).
Le tappe facevano sosta a Reykjavik (Islanda), Nuuk e Upernavik (Groenlandia), Pond Inlet e Gjoa Haven (Nunavut - Canada), Tuktoyaktuk (North West Territories – Canada) e Nome (Alaska).
Durante la tappa da Pond Inlet a Gjoa Haven la barca si trovò più volte circondata dalla banchisa in movimento. La posizione precisa dei ghiacci era poco nota anche per la difficoltà di comunicazione con la "squadra di terra".
La situazione divenne critica in un paio di occasioni costringendo l'equipaggio a lunghe e tortuose deviazioni tra gli stretti e pericolosi passaggi tra le lastre di ghiaccio alla deriva.
È stata la prima navigazione di una barca e di un capobarca ed equipaggio italiani in questa rotta.

### 2013-2014– La costa americana
Il programma previsto da lungo tempo dopo aver compiuto il trasferimento in Pacifico, che inaspettatamente aveva preso la rotta del Passaggio a Nord Ovest invece di quella via Canale di Panama, era quello di visitare l’Alaska, la Columbia Britannica e la Bassa California.
La “discesa” lungo l’America avvenne in due anni, con sosta intermedia invernale a Canoe Cove, nell’Isola di Vancouver per terminare a Guaymas, Sonora, Messico.
La primavera e l'estate del 2014 videro Best Explorer visitare gran parte delle località della penisola della Bassa California e del Mar di Cortez (o Golfo di California).

### 2015 - Dal Messico a Tahiti
La rotta di circa 8.000 miglia nautiche toccò le Isole Galapagos, dove rimase per due mesi, le Isole Marchesi rimanendovi per più di un mese e le Tuamotu, con una navigazione principalmente a vela. Best Explorer visitò poi Tahiti, Moorea e le altre isole della Società tra cui Raiatea e Bora Bora.

### 2016 - Da Tahiti all’Australia
In questa navigazione di lunghezza paragonabile alla precedente vennero toccate Maupihaa, Rarotonga e Palmerston, nelle Isole Cook, l'atollo sommerso di Beveridge Reef, l’isola-stato di Niuè, le Isole Tonga, le isole Figi, le isole Vanuatu e la Nuova Caledonia, con arrivo e sosta invernale a Bundaberg, Queensland, Australia.

### 2017-2018 – Dall’Australia al Giappone
Dopo un’estesa revisione in Australia, principalmente con la sostituzione del sartiame e del pistone della deriva, la barca toccò Sorong in Papua Barat, dove rimase per l’inverno, Ternate in Muluku  e Bitung in Sulawesi (Indonesia), poi Cebu e Subic Bay (Filippine), infine Naha, Okinawa, Kagoshima, Kyūshū, Nagoya e Osaka, Honshū (Giappone), dove la barca superò senza danni il passaggio del tifone Jebi.

### 2019 – Dal Giappone a Tromsø via Rotta artica (Passaggio a nord-est)
L’inverno e la primavera furono dedicati a una revisione completa della barca e all’ottenimento dei permessi russi di passaggio.
La partenza da Osaka avvenne il 1º giugno 2019, sette anni esatti dalla partenza da Tromsø. Dopo alcune tappe in Giappone (Hiroshima, Ine, Kushiro), la barca si diresse a Petropavlovsk (Kamčatka) passando lungo le isole Curili a ovest nel Mar di Ochotsk.
A Petropavlovsk con l’aiuto sostanziale del direttore del Mooring Tin (il Club Nautico locale) vennero ottenuti con una certa difficoltà gli ulteriori permessi necessari per percorrere la rotta lungo la Siberia, definita nei dettagli in anticipo.
Il percorso venne diviso in quattro tappe: Providenija, Pevek, Tiksi e Murmansk e la partenza avvenne il giorno 3 Agosto 2019, col successivo passaggio dello Stretto di Bering tra le isole Diomede, ricucendo la rotta esattamente con quella del 2012. I componenti dell'equipaggio erano Nanni Acquarone (capobarca), Salvatore Magri, Romolo Becchetti, Danilo e Gianfranco Riccioni.
L’arrivo a Tromsø avvenne il 3 Ottobre 2019 dopo più di 8.000 miglia nautiche dalla partenza da Osaka, più di 60.000 miglia dalla partenza dall’Italia nel 2007.
Durante questo viaggio vennero prelevati circa quattrocento campioni di acqua per il rilevamento del contenuto di sostanza organiche per conto dell’ENEA.
Con questa navigazione la barca, il capobarca Nanni Acquarone e il suo compagno di equipaggio Salvatore Magri divennero i primi italiani a compiere il Passaggio a Nord Est o Northern Sea Route e la circumnavigazione dell’Oceano Artico e i secondi al mondo ad averlo fatto in senso orario.

### 2021 - Isole Svalbard

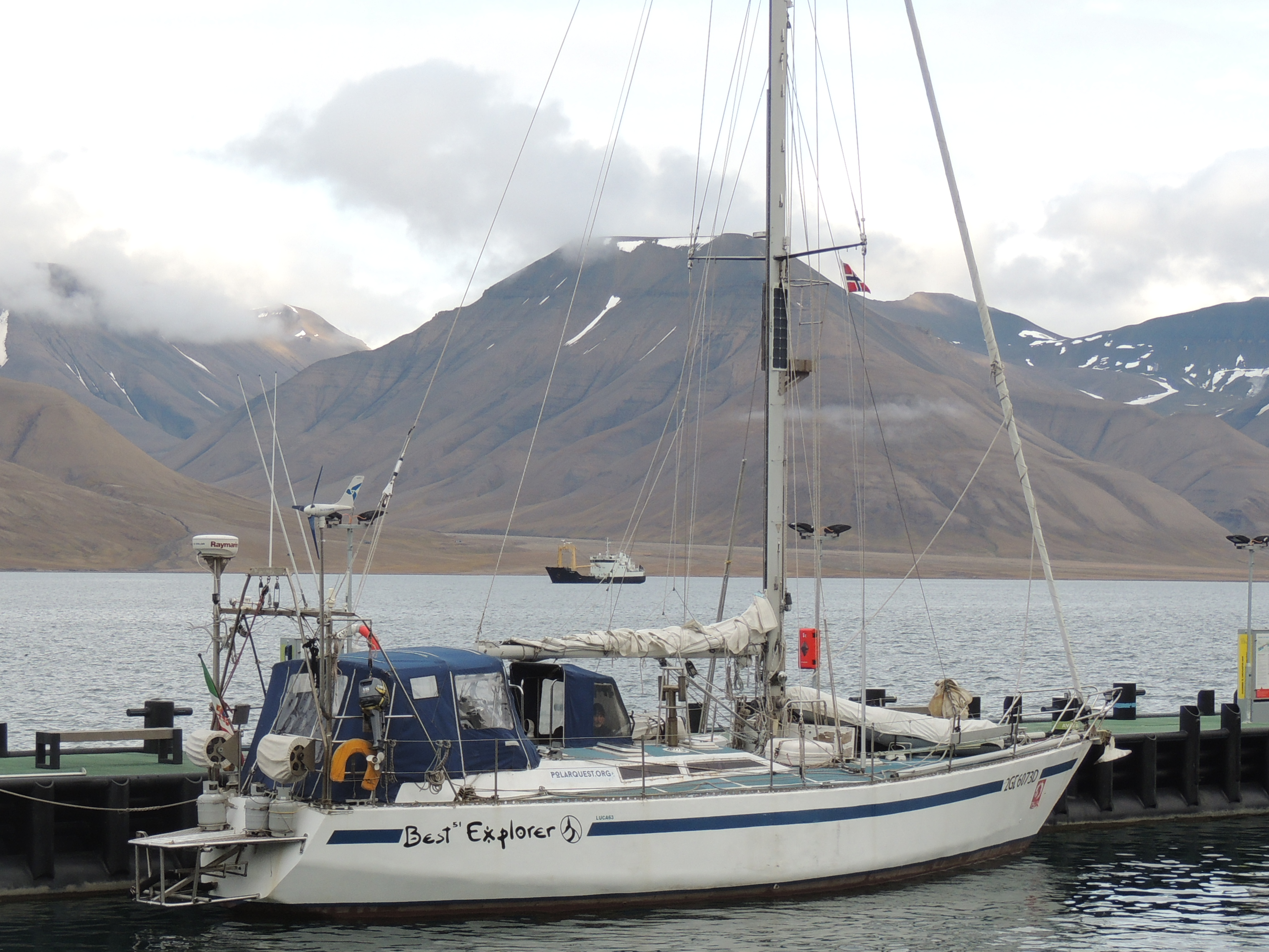
Porto di Longyearbyen, Svalbard, 24 Agosto 2021

Dopo una lunga sosta dovuta all’impossibilità di navigare durante la pandemia da COVID la barca ha ripreso il mare nel 2021.
L’Associazione Polarquest con il presidente Paola Catapano ha utilizzato Best Explorer, con Nanni Acquarone come capo spedizione, per l’effettuazione di quattro programmi diversi di ricerca scientifica nell’Artico a nord delle Isole Svalbard.
Lo stesso ha fatto successivamente il CNRS francese per il compimento di una ricerca in una zona a est di Spitzbergen, nello Storfjord.

### 2021-2022 - Lungo la Norvegia e la Svezia fino in Danimarca

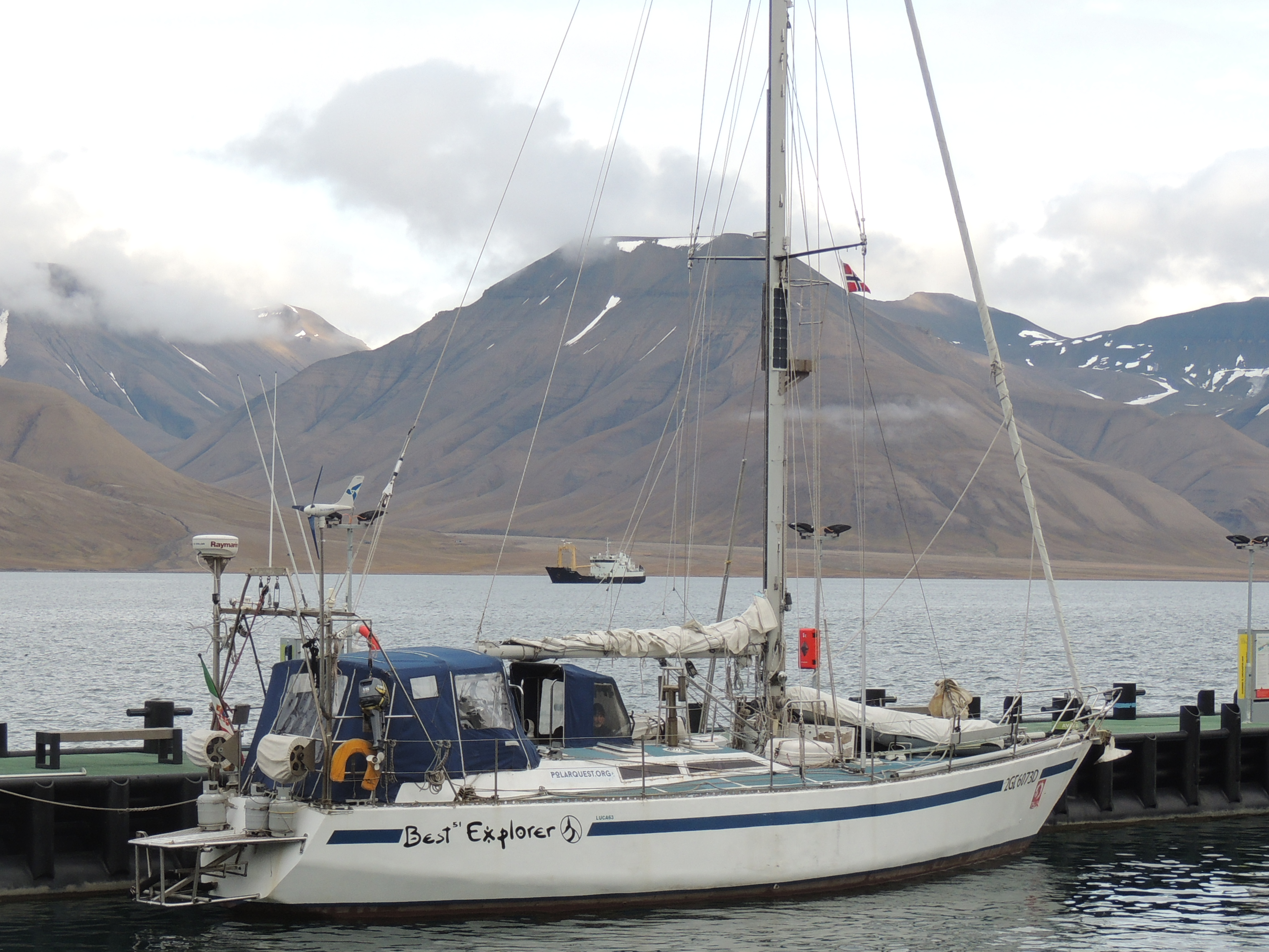
Porto di Longyearbyen, Svalbard, 24 Agosto 2021

Con l'avanzarsi dell'età dello skipper si è iniziato a intravedere la necessità di passare la mano e di avvicinarsi a luoghi dove fosse più facile trovare degli estimatori di questo tipo di imbarcazione.Unendo l'utile al dilettevole il 2022 è stato dedicato a visitare le coste della Norvegia, che erano state trascurate finora, con una navigazione a tappe che ha toccato i principali portie fiordi di questa terra. Talvolta con equipaggio molto ridotto, talvolta con ospiti per lo più del tutto principianti, la navigazione si è svolta senza gravi problemi, finendo nelle acque note del Kattegat e trovando riposo a terra nel porto di Skodshoved, vicino a Copenaghen.

### 2021-2023 - Il Baltico: Svezia e Isole Aland

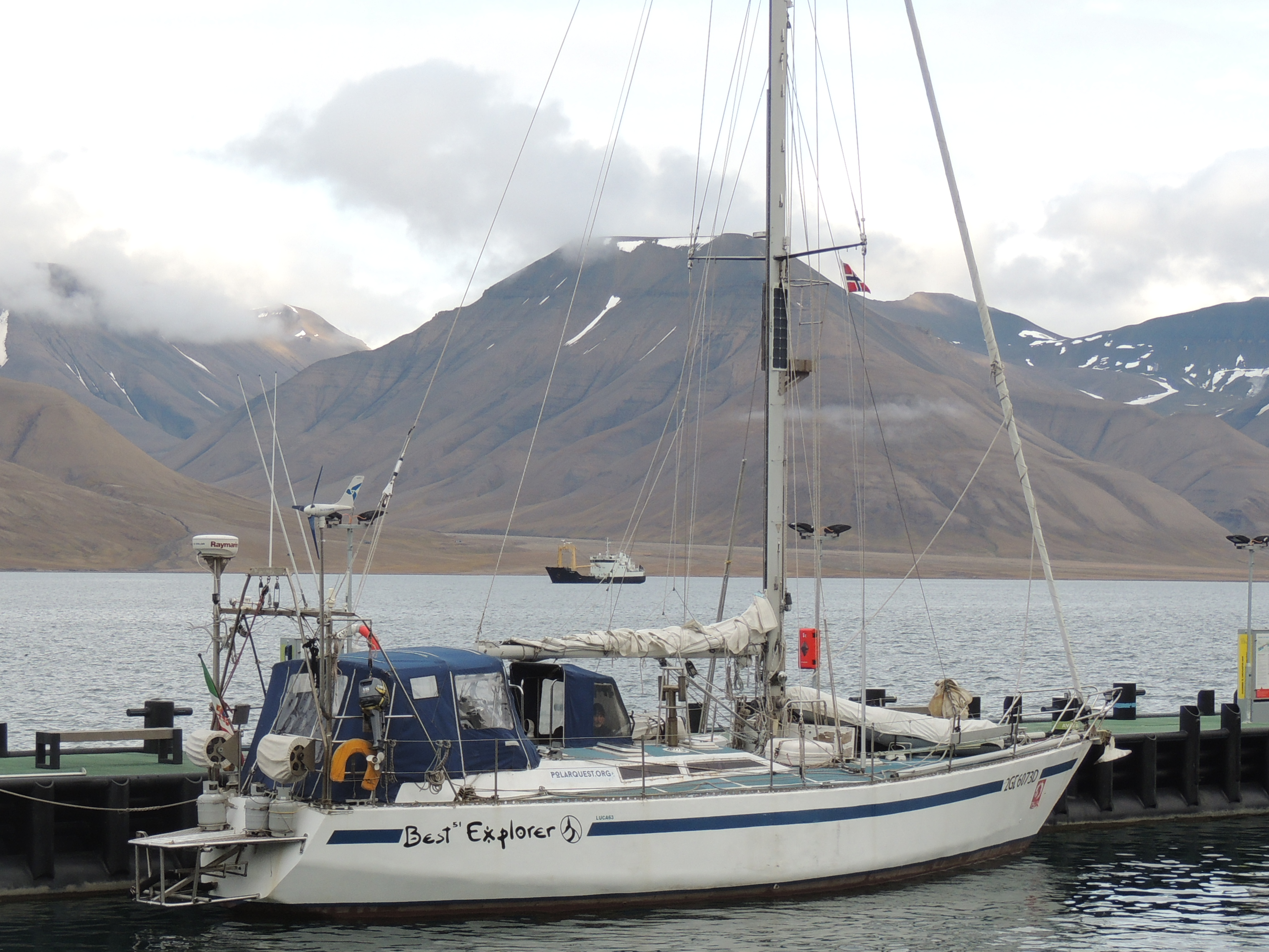
Porto di Longyearbyen, Svalbard, 24 Agosto 2021

La sosta invernale ha trovato assistenza di grande qualità e cortesia tipicamente danese, che ci ha consentito una facile partenza verso quest'ultima crociera di addio, molto più rilassata e turistica di quelle precedenti, pur se il Mar Baltico mostra ogni tanto un caratterino pepato. Nel 2024, non avendo trovato alcuno in Italia desideroso di conservare una barca così gloriosa nella nostra nazione, è stata venduta a un nuovo proprietario danese, cambiando anche bandiera.

## Squadra di terra[3]
Best Explorer ha beneficiato di una squadra di terra specialmente nelle navigazioni del 2012, Passaggio a Nord Ovest, e nel 2019, Passaggio a Nord Est. Anche le altre navigazioni ne hanno beneficiato in maniera minore.
Uno dei compiti principali è la raccolta e la trasmissione delle informazioni meteorologiche nela zona di navigazione. Un altro è quello di far arrivare gli eventuali materiali non reperibili sul posto e un altro ancora è la preparzione dell'accoglienza nei luoghi di tappa e di sosta invernale.
La squadra di terra è variabile in funzione degli impegni delle persone, che se ne occupano a titolo gratuito. I nomi dei componenti, in ordine alfabetico, sono: Marco Acquarone, Mario Acquarone, Nicoletta Martini, e Filippo Mennuni. Nel corso del 2019 è stato ricevuto supporto, nell'ambito di un progetto di alternanza Scuola-Lavoro, dall'I Istituto Aeronautico e Nautico De Pinedo-Colonna Archiviato il 10 dicembre 2021 in Internet Archive. con gli allievi del 3º e 4º anno coordinati dal Professor Daniele Nuzzolese che ha trasmesso le informazioni meteorologiche personalizzate e specifiche per le aree di navigazione. È stato ricevuto supporto anche dalla Società e-Geos che ha trasmesso informazioni specifiche sullo stato dei ghiacci ottenuti tramite il sistema satellitare Copernicus riuscendo anche in un paio di occasioni a identificare sulle foto la barca in navigazione!